# Sân bay quốc tế Luis Muñoz Marín
Sân bay quốc tế Luis Muñoz Marín (mã sân bay IATA: SJU, mã sân bay ICAO: TJSJ, mã sân bay FAA LID: SJU) là một sân bay hỗn hợp dân dụng và quân sự ở Carolina, Puerto Rico, 3 dặm (5 km) về phía đông nam của San Juan. Hơn 4 triệu hành khách lên máy bay tại sân bay mỗi năm theo báo cáo của FAA (4.600.000 lượt khách vào năm 2008). Nó thuộc sở hữu và quản lý bởi Cơ quan Puerto Rico Ports.